# Homeri
Az homeri a wenlocki földtörténeti kor két korszaka közül a második, amely 430,5 ± 0,7 millió évvel ezelőtt kezdődött a sheinwoodi korszak után, és 427,4 ± 0,5 millió éve ért véget a ludlowi kor gorsti korszaka előtt.
Nevét a közép-angliai Much Wenlock kisváros közelében lévő Homer faluról kapta. A korszakot és az ezt megalapozó rétegtani emeletet egy brit geológus-kutatócsoport (Michael G. Bassett et al.) írta le 1975-ben.

## Meghatározása
A Nemzetközi Rétegtani Bizottság meghatározása szerint a homeri emelet alapja (a korszak kezdete) a Cyrtograptus lundgreni graptolita megjelenésével kezdődik. Az emelet tetejét (a korszak végét) ezidáig nem határozták meg pontosan; valamivel a Leptobrachion longhopense Acritarcha-biozóna alatt helyezkedik el. Ez a Neodiversograptus nilssoni graptolita-biozóna alapjának közelében található.